# Nicolò Savona
Nicolò Savona (Aosta, 19 de marzo de 2003) es un futbolista italiano que juega de defensa en la Juventus F. C. de la Serie A.

## Trayectoria
Es canterano del Aygreville, y pasó a la cantera de la Juventus de Turín a la edad de 8 años. Estuvo cedido en la cantera de la S.P.A.L. para la temporada 2020-21. Siendo un pilar de su equipo Primavera, firmó su primer contrato profesional con la Juventus el 16 de diciembre de 2021 hasta 2024. Debutó como profesional con la Juventus Next Gen en una derrota por 2-1 en la Serie C ante el FeralpiSalò el 30 de noviembre de 2022.

## Selección nacional
Fue internacional juvenil con Italia sub-20, con la que disputó un torneo amistoso en junio de 2022.

## Estadísticas

### Clubes
Actualizado al último partido disputado el 26 de junio de 2025.
| Club                       | Div.          | Temporada     | Liga  | Liga  | Copas nacionales | Copas nacionales | Copas internacionales | Copas internacionales | Total | Total |
| Club                       | Div.          | Temporada     | Part. | Goles | Part.            | Goles            | Part.                 | Goles                 | Part. | Goles |
| -------------------------- | ------------- | ------------- | ----- | ----- | ---------------- | ---------------- | --------------------- | --------------------- | ----- | ----- |
| Juventus Next Gen · Italia | 3.ª           | 2022-23       | 17    | 0     | 3                | 0                | —                     | —                     | 20    | 0     |
| Juventus Next Gen · Italia | 3.ª           | 2023-24       | 39    | 2     | 2                | 0                | —                     | —                     | 41    | 2     |
| Juventus Next Gen · Italia | Total club    | Total club    | 56    | 2     | 5                | 0                | 0                     | 0                     | 61    | 2     |
| Juventus F. C. · Italia    | 1.ª           | 2024-25       | 28    | 2     | 2                | 0                | 10                    | 0                     | 40    | 2     |
| Juventus F. C. · Italia    | Total club    | Total club    | 28    | 2     | 2                | 0                | 10                    | 0                     | 40    | 2     |
| Total carrera              | Total carrera | Total carrera | 84    | 4     | 7                | 0                | 10                    | 0                     | 101   | 4     |